# Puchatek turkusowy
Puchatek turkusowy (Eriocnemis godini) – gatunek małego ptaka z rodziny kolibrowatych (Trochilidae). Występował endemicznie w Ekwadorze; prawdopodobnie gatunek wymarły.
Morfologia
Długość ciała wynosi 10,26 cm, w tym dziób około 1,6 cm i sterówki ok. 3,8 cm. Skrzydło mierzy ok. 5,28 cm. Głowa i grzbiet brązowozielone, kuper i pokrywy nadogonowe posiadają jasnozieloną opalizację. Spód ciała złotozielony, z niebieską plamą na gardle. Pokrywy podogonowe również niebieskie. Ogon czarnoniebieskawy; pióra na skoku czysto białe. Samica różni się od samca mniej jaskrawym upierzeniem i niemal całkowitym brakiem niebieskiej plamki na gardle.
Zasięg występowania
Gatunek znany jedynie z XIX-wiecznych okazów przywiezionych z okolic Guaillabamba, w okolicach rzeki o tej samej nazwie, w prowincji Pichincha w północnym Ekwadorze. Dwie skóry puchatka turkusowego pochodzące z okolic Bogoty mogą świadczyć o jego występowaniu w Kolumbii. Habitat stanowią jałowe zbocza doliny rzeki Guaillabamba.
Status, zagrożenia
Według IUCN gatunek klasyfikowany jako krytycznie zagrożony wyginięciem, prawdopodobnie wymarły. Jedyne współczesne zgłoszenie obserwacji mówiło o zaobserwowaniu gatunku w okolicach Quito w 1976 roku, jednak nie jest potwierdzone, że był to puchatek turkusowy. Przyczynę wymierania stanowi niemal całkowite zniszczenie habitatu.